# Dumbbell Indemnity
«Dumbbell Indemnity» (с англ. — «Мошенничество со страховкой») — шестнадцатый эпизод девятого сезона мультсериала «Симпсоны». Впервые вышел в эфир 1 марта 1998 года. Сценарий написал Рон Хоуг, а режиссёром серии стал Доминик Полчино.

## Сюжет
Гомер пытается починить нагреватель для ванной и случайно ломает его. Чтобы избежать ругани Мардж, Гомер сбегает в бар Мо. Мо находится в плохом настроении — вот уже четыре года он не встречался с девушками. Гомер решает помочь другу и ведет его в бар «Диско Стью», но там Мо не везет. По дороге домой Мо встречается с продавщицей цветов Рене, и они сразу влюбляются друг в друга. Пока у Мо есть деньги, он не переживает за свой роман, но когда у него заканчиваются деньги на кредитной карте, то Мо всерьёз начинает переживать за то, чтобы Рене его не бросила. Ему приходит на ум хитрый план — он поручает Гомеру угнать машину Мо и разбить, чтобы по страховке Мо выплатили деньги за машину.
Мо всё продумал — пока он будет на круизном лайнере, Гомер угонит его машину и оставит её на железнодорожных рельсах, чтобы её сбил поезд. Но, к несчастью, по дороге Гомер остановился в кинотеатре для автомобилей, чтобы посмотреть фильм «Президент-обезьяна» и поэтому пропустил приезд поезда. Но Гомер не отчаялся и решил утопить машину. К несчастью, Гомер топит машину… вместе с собой! На глазах у полицейских! Которые арестовывают его за угон автомобиля.
Гомер уверен, что Мо признается в том, что это был его план по добыче денег, ну или хотя бы заплатит залог, чтобы Гомер не сидел в тюрьме. Мо не сделал ни того, ни второго — вместо этого он повёз Рене на Гавайи. Но угрызения совести мучают Мо, появляясь в виде призрака Гомера. Тогда Мо признается Рене в своем проступке. Сначала Рене не переживает, ведь Мо честно хочет всё исправить, но его безумные затеи, как не попасться самому, отталкивают Рене, и она уходит. Но беда на этом не закончилась — Мо случайно поджигает собственный бар. А тем временем Гомер сбегает из тюрьмы и приходит к Мо, чтобы убить его за предательство. От чадного газа они оба падают в обморок, но их (а также всё пиво) спасает Барни, всё это время сидевший в туалете. Мо опечален по поводу сгоревшего бара, но Гомер как истинный друг помогает Мо — временно делает свой дом баром для Мо и своих друзей.